# Sítio arqueológico da Igreja dos Mouros
O Sítio arqueológico de Igreja dos Mouros, igualmente conhecido como Monte Roxo, corresponde a uma necrópole e ruínas de várias habitações do período romano, e está situado no Município de Castro Verde, na região do Baixo Alentejo, em Portugal.

## Descrição e história
O sítio onde foram encontrados os vestígios arqueológicos é conhecido como Igreja dos Mouros, estando localizado na vertente oriental da colina do Serro das Barrigas, utilizada no cultivo de cereais. Apesar de não estar situado no topo do cerro, ainda assim permite um bom domínio visual da região em redor, principalmente para o Castelo de Vale de Mértola, a cerca de 370 m de distância no sentido Este. No local foram descobertos os vestígios de uma necrópole tardo-romana e de um conjunto residencial, que foi identificada no Plano Director Municipal de Castro Verde de 1992 como uma villa romana. A necrópole, que possuía uma grande quantidade de fragmentos de cerâmica comum, poderia estar associada a um outro sítio arqueológico, a villa romana do Castelo de Vale de Mértola. As ruínas dos edifícios terão sido encontradas na década de 1980, durante trabalhos agrícolas, tendo nessa altura sido recolhidas algumas moedas, cujo paradeiro é desconhecido. Em 2016, era visível um patamar artificial, onde ainda se distinguia a base estrutural de um edifício, danificada pela maquinaria agrícola.
Foi identificada uma mancha de dispersão de materiais com cerca de 1.190 Ha, condensada principalmente na vertente virada a Este e na zona a Sul dos antigos edifícios. O espólio recolhido no local inclui uma peça lítica, que seria parte de um percurtor, alguns fragmentos de cerâmica manual comum, com decoração moldada e incisa, e vidrada, além de fundos e bordos em terra sigillata. Também foram encontrados muitos vestígios de construções, incluindo tégulas, ímbrices, ladrilhos de pavimentação, Opus signinum, tijolos de forma triangular, normalmente utilizados em colunas, e uma base de fuste ou de capitel em calcário, de tamanho considerável, sem elementos decorativos.